# Lekkoatletyka na Letnich Igrzyskach Olimpijskich 2024 – kwalifikacje

## Zasady kwalifikacji
Do zawodów indywidualnych każdy narodowy komitet olimpijski (NKO) może w danej konkurencji zgłosić maksymalnie trzech lekkoatletów, jeśli osiągną oni minima kwalifikacyjne wyznaczone przez World Athletics. Jeśli żaden zawodnik z NKO nie zakwalifikuje się do jakiejkolwiek konkurencji, wtedy NKO przysługuje prawo wystawienia najwyżej sklasyfikowanego zawodnika lub zawodniczki w jednej z trzech konkurencji do wyboru: bieg na 100 metrów, bieg na 800 metrów lub maraton. W konkurencjach drużynowych, narodowe komitety olimpijskie mogą zgłosić po jednej sztafecie.
System kwalifikacji opiera się na podwójnej ścieżce, oznacza to, że połowa miejsc w każdej konkurencji obsadzana jest dzięki osiągnięciu minimów kwalifikacyjnych w odpowiednim okresie, a pozostałą połową uczestniczących zawodników będą najwyżej sklasyfikowani lekkoatleci Światowego Rankingu Lekkoatletycznego.
Minima kwalifikacyjne zawodnicy muszą osiągnąć w zawodach organizowanych lub nadzorowanych przez World Athletics w następujących terminach:
- dla wszystkich konkurencji (poza biegiem na 10 000 m, maratonem, wielobojem, chodem sportowym i sztafetą): 1 lipca 2023 – 30 czerwca 2024
- bieg na 10 000 m, wielobój, chód sportowy i sztafeta: 31 grudnia 2022 – 30 czerwca 2024
- maraton: 1 listopada 2022 – 30 kwietnia 2024

W każdej konkurencji sztafetowej, 14 najlepszych reprezentacji World Athletics Relays 2024 uzyska bezpośredni awans na Igrzyska, pozostałe dwie sztafety zostaną wybrane na podstawie listy wyników World Athletics.

### Minima kwalifikacyjne
| Konkurencja                        | Mężczyźni | Kobiety  |
| Konkurencja                        | Minimum   | Minimum  |
| ---------------------------------- | --------- | -------- |
| Bieg na 100 metrów                 | 10,00     | 11,07    |
| Bieg na 200 metrów                 | 20,16     | 22,57    |
| Bieg na 400 metrów                 | 45,00     | 50,95    |
| Bieg na 800 metrów                 | 1:44,70   | 1:59,30  |
| Bieg na 1500 metrów                | 3:33,50   | 4:02,50  |
| Bieg na 5000 metrów                | 13:05,00  | 14:52,00 |
| Bieg na 10 000 metrów              | 27:00,00  | 30:40,00 |
| Bieg na 110 metrów przez płotki    | 13,27     | –        |
| Bieg na 100 metrów przez płotki    | –         | 12,77    |
| Bieg na 400 metrów przez płotki    | 48,70     | 54,85    |
| Bieg na 3000 metrów z przeszkodami | 8:15,00   | 9:23,00  |
| Maraton                            | 2:08:10   | 2:26:50  |
| Chód na 20 kilometrów              | 1:20:10   | 1:29:20  |
| Skok w dal                         | 8,27 m    | 6,86 m   |
| Trójskok                           | 17,22 m   | 14,55 m  |
| Skok wzwyż                         | 2,33 m    | 1,97 m   |
| Skok o tyczce                      | 5,82 m    | 4,73 m   |
| Pchnięcie kulą                     | 21,50 m   | 18,80 m  |
| Rzut dyskiem                       | 67,20 m   | 64,50 m  |
| Rzut młotem                        | 78,20 m   | 74,00 m  |
| Rzut oszczepem                     | 85,50 m   | 64,00 m  |
| Dziesięciobój                      | 8460 pkt  | –        |
| Siedmiobój                         | –         | 6480 pkt |